# Li Kan-ťie
Li Kan-ťie (čínsky pchin-jinem Lǐ Gānjié, znaky 李干杰; * 11. listopadu 1964) je čínský komunistický politik, člen politbyra, tajemník sekretariátu (obojí od 2022) a vedoucí organizačního oddělení ústředního výboru Komunistické strany Číny (od 2023). Předtím působil jako tajemník šantungského provinčního výboru KS Číny (2021–2022) a guvernér Šan-tungu (2020–2021), ministr ekologie a životního prostředí (2018–2020) a ministr životního prostředí (2017–2018). Od roku 2017 je členem širšího vedení KS Číny jako člen ústředního výboru. Vzděláním jaderný inženýr, před rokem 2016 pracoval ve Státním úřadu pro jadernou bezpečnost a ve Státní správě pro ochranu životního prostředí, kde se zabýval otázkami bezpečnosti jaderných reaktorů.

## Život
Li Kan-ťie se narodil 11. listopadu 1964 v okresu Čchang-ša (dnes obvod Wang-čcheng) ležícím v severovýchodní části provincie Chu-nan. V letech 1981–1989 studoval jaderné inženýrství na univerzitě Čching-chua, přitom roku 1984 vstoupil do Komunistické strany Číny. Po po ukončení postgraduálního studia, nastoupil do Pekingského centra jaderné bezpečnosti Státního úřadu pro jadernou bezpečnost. V letech 1991–1992 absolvoval studium na Francouzském institutu jaderné bezpečnosti a radiační ochrany, poté se vrátil na Státní úřad pro jadernou bezpečnost, kde postoupil až na vedoucího odboru jaderných reaktorů. V letech 1998–1999 zastával funkci zástupce tajemníka okresního výboru KS Číny v Pching-ťiangu v provincii Chu-nan, a pověřence ministerstva pro vědu a technologie pro zmírnění chudoby v Chu-nanu. Poté jeden rok sloužil jako první tajemník oddělení vědy a techniky čínského velvyslanectví ve Francii.
V červenci 2000 byl přeložen do Státní správy pro ochranu životního prostředí, kde postoupil až na vedoucího odboru jaderné bezpečnosti a nakonec byl v prosinci 2006 jmenován zástupcem ředitele Státní správy ochrany životního prostředí a ředitelem Státního úřadu pro jadernou bezpečnost. V březnu 2008 byla Státní správa ochrany životního prostředí reorganizována v ministerstvo ochrany životního prostředí, ve kterém Li Kan-ťie zaujal pozici náměstka ministra, přičemž i nadále zůstal ředitelem Státního úřadu pro jadernou bezpečnost.
V říjnu 2016 byl přeložen do provincie Che-pej na místo zástupce tajemníka provinčního výboru KS Číny. V červnu 2017 se vrátil do Pekingu, když byl jmenován ministrem ochrany životního prostředí. Na závěr XIX. sjezdu KS Číny v říjnu 2017 byl zvolen členem ústředního výboru. V březnu 2018 bylo ministerstvo ochrany životního prostředí reorganizováno v ministerstvo ekologie a životního prostředí, Li Kan-ťie zůstal ministrem. V dubnu 2020 byl jmenován úřadujícím guvernérem provincie Šan-tung. V červenci 2020 byl provinčním lidovým shromážděním zvolen guvernérem. V září 2021 přešel z funkce guvernéra na pozici tajemníka šantungského provinčního výboru KS Číny.
Na XI. sjezdu KS Číny v říjnu 2022 byl potvrzen v ústředním výboru, načež ho ústřední výbor zvolil členem politbyra a tajemníkem sekretariátu. V prosinci 2022 do v úřadu šéfa komunistické strany v Šan-tungu nahradil Lin Wu a v březnu 2023 byl jmenován vedoucím organizačního oddělení ÚV KS Číny, kde vystřídal Čchen Siho. Řazen je mezi politiky vyzdvižené Čchen Sim a věrné Si Ťin-pchingovi. Společně s Čang Kuo-čchingem, Ma Sing-žuejem a Jüan Ťia-ťünem je řazen mezi technokraty, vysoce vzdělané manažery původem z vojensko-průmyslového komplexu a příbuzných oblastí, kteří byli po úspěšné kariéře ve svých oborech převedeni do politických funkcí v provinciích, aby získali politické zkušenosti, a roku 2022 byli povýšeni do politbyra.